# Andy Ram
Andy Ram (* 10. duben 1980 v Montevideu, Uruguay) je současný izraelský profesionální tenista specializující se na čtyřhru. Jeho nejčastějším partnerem byl jeho krajan Jonathan Erlich.
Ve své dosavadní kariéře[kdy?] vyhrál 16 turnajů ATP ve čtyřhře.

## Finálová utkání na turnajích Grand Slamu (5)

### Mužská čtyřhra (1)

#### Vítězství (1)
| Rok  | Turnaj          | Partner         | Soupeři ve finále             | Výsledek  |
| 2008 | Australian Open | Jonathan Erlich | Arnaud Clément Michaël Llodra | 7–5, 7–64 |

### Smíšená čtyřhra (4)

#### Vítězství (2)
| Rok  | Turnaj      | Partnerka         | Soupeři ve finále                    | Výsledek |
| 2006 | Wimbledon   | Věra Zvonarevová  | Bob Bryan Venus Williamsová          | 6–3, 6–2 |
| 2007 | French Open | Nathalie Dechyová | Nenad Zimonjić Katarina Srebotniková | 7–5, 6–3 |

#### Prohry (2)
| Rok  | Turnaj          | Partnerka             | Vítězové                         | Výsledek |
| 2003 | Wimbledon       | Anastasia Rodionovová | Leander Paes Martina Navrátilová | 6–3, 6–3 |
| 2009 | Australian Open | Nathalie Dechyová     | Mahesh Bhupathi Sania Mirzaová   | 6–3, 6–1 |

## Finálové účasti na turnajích ATP (32)

### Čtyřhra - výhry (16)
| Legenda                                                       |
| Grand Slam (1)                                                |
| Tennis Masters Cup / ATP World Tour Finals (0)                |
| ATP Masters Series / ATP World Tour Masters 1000 (3)          |
| ATP International Series Gold / ATP World Tour 500 Series (2) |
| ATP International Series / ATP World Tour 250 Series (10)     |

| Tituly dle povrchu |
| Tvrdý (11)         |
| Antuka (0)         |
| Tráva (2)          |
| Koberec (3)        |

| Č.  | Datum             | Turnaj                     | Povrch  | Partner         | Soupeři ve finále                    | Výsledek        |
| 1.  | 27. červenec 2003 | Indianapolis, USA          | tvrdý   | Mario Ančić     | Diego Ayala Robby Ginepri            | 2-6, 7-63, 7-5  |
| 2.  | 28. září 2003     | Bangkok, Thajsko           | tvrdý   | Jonathan Erlich | Andrew Kratzmann Jarkko Nieminen     | 6-3, 7-64       |
| 3.  | 12. říjen 2003    | Lyon, Francie              | koberec | Jonathan Erlich | Julien Benneteau Nicolas Mahut       | 6-1, 6-3        |
| 4.  | 10. říjen 2004    | Lyon, Francie              | koberec | Jonathan Erlich | Jonas Björkman Radek Štěpánek        | 7-62, 6-2       |
| 5.  | 20. únor 2005     | Rotterdam, Nizozemsko      | tvrdý   | Jonathan Erlich | Cyril Suk Pavel Vízner               | 6-4, 4-6, 6-3   |
| 6.  | 19. červen 2005   | Nottingham, Velká Británie | tráva   | Jonathan Erlich | Simon Aspelin Todd Perry             | 4-6, 6-3, 7-5   |
| 7.  | 8. leden 2006     | Adelaide, Austrálie        | tvrdý   | Jonathan Erlich | Paul Hanley Kevin Ullyett            | 7-64, 7-610     |
| 8.  | 25. červen 2006   | Nottingham, Velká Británie | tráva   | Jonathan Erlich | Igor Kunicyn Dmitrij Tursunov        | 6-3, 6-2        |
| 9.  | 27. srpen 2006    | New Haven, USA             | tvrdý   | Jonathan Erlich | Mariusz Fyrstenberg Marcin Matkowski | 6-3, 6-3        |
| 10. | 1. říjen 2006     | Bangkok, Thajsko           | tvrdý   | Jonathan Erlich | Andy Murray James Murray             | 6-2, 2-6, 10-4  |
| 11. | 5. srpen 2007     | Cincinnati, USA            | tvrdý   | Jonathan Erlich | Bob Bryan Mike Bryan                 | 4-6, 6-3, 13-11 |
| 12. | 26. leden 2008    | Australian Open, Austrálie | tvrdý   | Jonathan Erlich | Arnaud Clément Michaël Llodra        | 7-5, 7-64       |
| 13. | 23. březen 2008   | Indian Wells, USA          | tvrdý   | Jonathan Erlich | Daniel Nestor Nenad Zimonjić         | 6-4, 6-3        |
| 14. | 12. říjen 2008    | Vídeň, Rakousko            | tvrdý   | Max Mirnyj      | Philipp Petzschner Alexander Peya    | 6-1, 7-5        |
| 15. | 26. říjen 2008    | Lyon, Francie              | koberec | Michaël Llodra  | Stephen Huss Ross Hutchins           | 6-3, 5-7, 10-8  |
| 16. | 4. duben 2008     | Miami, USA                 | tvrdý   | Max Mirnyj      | Ashley Fisher Stephen Huss           | 6-74, 6-2, 10-7 |

### Čtyřhra - prohry (16)
| Legenda                                                       |
| Tennis Masters Cup / ATP World Tour Finals (1)                |
| ATP Masters Series / ATP World Tour Masters 1000 (6)          |
| ATP International Series Gold / ATP World Tour 500 Series (3) |
| ATP International Series / ATP World Tour 250 Series (6)      |

| Finále dle povrchu |
| Tvrdý (15)         |
| Antuka (1)         |
| Tráva (0)          |
| Koberec (0)        |

| Č.  | Datum             | Turnaj                     | Povrch    | Partner         | Vítězové                      | Výsledek        |
| 1.  | 11. leden 2004    | Čennaj, Indie              | tvrdý     | Jonathan Erlich | Rafael Nadal Tommy Robredo    | 7-63, 3-6, 6-3  |
| 2.  | 22. únor 2004     | Rotterdam, Nizozemsko      | tvrdý     | Jonathan Erlich | Paul Hanley Radek Štěpánek    | 7-5 6-75 5-7    |
| 3.  | 31. červenec 2005 | Los Angeles, USA           | tvrdý     | Jonathan Erlich | Rick Leach Brian MacPhie      | 6-3, 6-4        |
| 4.  | 14. srpen 2005    | Montreal, Kanada           | tvrdý     | Jonathan Erlich | Wayne Black Kevin Ullyett     | 6-75, 6-3, 6-0  |
| 5.  | 2. říjen 2005     | Bangkok, Thajsko           | tvrdý     | Jonathan Erlich | Paul Hanley Leander Paes      | 5-65, 6-1, 6-2  |
| 6.  | 16. říjen 2005    | Vídeň, Rakousko            | tvrdý     | Jonathan Erlich | Mark Knowles Daniel Nestor    | 5-3, 5-42       |
| 7.  | 26. únor 2006     | Rotterdam, Nizozemsko      | tvrdý     | Jonathan Erlich | Paul Hanley Kevin Ullyett     | 7-64, 7-62      |
| 8.  | 14. květen 2006   | Řím, Itálie                | antuka    | Jonathan Erlich | Mark Knowles Daniel Nestor    | 6-4, 5-7, 13-11 |
| 9.  | 4. březen 2007    | Las Vegas, USA             | tvrdý     | Jonathan Erlich | Bob Bryan Mike Bryan          | 7-66, 6-2       |
| 10. | 18. březen 2007   | Indian Wells, USA          | tvrdý     | Jonathan Erlich | Martin Damm Leander Paes      | 6-4, 6-4        |
| 11. | 5. srpen 2007     | Washington, USA            | tvrdý     | Jonathan Erlich | Bob Bryan Mike Bryan          | 7-65, 3-6, 10-7 |
| 12. | 3. srpen 2008     | Cincinnati, USA            | tvrdý     | Jonathan Erlich | Bob Bryan Mike Bryan          | 4-6, 7-62, 10-7 |
| 13. | 22. únor 2009     | Marseille, Francie         | tvrdý     | Julian Knowle   | Arnaud Clément Michaël Llodra | 3-6, 6-3, 10-8  |
| 14. | 21. březen 2009   | Indian Wells, USA          | tvrdý     | Max Mirnyj      | Mardy Fish Andy Roddick       | 3-6, 6-1, 14-12 |
| 15. | 16. srpen 2009    | Montreal, Kanada           | tvrdý     | Max Mirnyj      | Mahesh Bhupathi Mark Knowles  | 6-4, 6-3        |
| 16. | 29. listopad 2009 | Londýn, Spojené království | tvrdý (h) | Max Mirnyj      | Bob Bryan Mike Bryan          | 7-65, 6-3       |

## Davisův pohár
Andy Ram se zúčastnil 19 zápasů v Davisově poháru za tým Izraele s bilancí 3-4 ve dvouhře a 12-6 ve čtyřhře.

## Postavení na žebříčku ATP na konci sezóny

### Dvouhra
| Rok    | 1996  | 1997   | 1998   | 1999   | 2000   | 2001   | 2002 | 2003   | 2004   | 2005   | 2006   |
| Pořadí | 1093. | ▲ 704. | ▲ 605. | ▲ 414. | ▲ 207. | ▲ 194. | ▼ x  | ▲ 315. | ▼ 366. | ▼ 692. | ▼ 885. |

### Čtyřhra
| Rok    | 1997 | 1998   | 1999   | 2000   | 2001   | 2002   | 2003  | 2004  | 2005  | 2006  | 2007  | 2008 | 2009 |
| Pořadí | 601. | ▲ 484. | ▲ 376. | ▲ 178. | ▲ 103. | ▼ 494. | ▲ 31. | ▼ 32. | ▲ 15. | ▲ 13. | ▼ 18. | ▲ 5. | ▼ 9. |